# Луиза Станишева
Луиза Станишева (на немски: Luisa Stanisheva) е българска общественичка.

## Биография
Родена е в 1877 година в Грац, Австро-Унгария, в семейството на хърватин и немкиня. Жени се за Димитър Станишев и приема православието.
По време на участието на България в Първата световна война работи като медицинска сестра в болници, а по-късно е преводачка в болницата на австрийската мисия на д-р Ер. Суханек. За дейността си е наградена от ерцхерцог Франц Салватор Австрийски с медала на Австрийския червен кръст и от царица Елеонора Българска с медала на Българския червен кръст с декорации.
През войната е също председателка на дамския спомагателен комитет по прехраната на Галичката околия. Почетна членка на Галичко-Реканското благотворително братство „Свети Иван Бигор“. Наградена е от цар Борис III с „Българска признателност за човеколюбие“, II степен.